# Lépes Bálint
Lépes Bálint (Győr, 1570 körül – Győr, 1623. május 6.) kalocsai érsek, nyitrai, majd győri püspök, királyi kancellár, jelentős egyházi író. A magyar ellenreformáció egyik vezető egyénisége volt.

## Élete
Nemesi családból származott, apja a 16. század derekán városi esküdt volt. Tanulmányait Győrött, Nagyszombatban és Bécsben végezte. 1589-ben csornai prépost, 1593-ban esztergomi kanonokká és zólyomi s még ugyanazon évben nyitrai főesperessé nevezték ki. Rövid idő múlva lemondva esztergomi javadalmáról, győri őrkanonok (1594). Győr török megszállása idején Sopronban tartózkodott, a Szent Mihály templom hitszónoka volt. 1600-ban váradi nagyprépost, 1602-ben aradi prépost és szalkai apát volt. 1604-ben Pethe Márton győri püspök Lengyelországba küldte követségbe. Rudolf a királyi ítélőtáblához ülnökké nevezte ki. 1606-ban már tinini püspök volt. 1608-ban mint veszprémi püspök szerepel. Ugyanazon év decemberében nyitrai megyés püspökké és 1609-ben királyi kancellárrá nevezték ki. 1612-ben Majna-Frankfurtban járt Ferenczffy Lőrinc titkárával, ahol Szenczi Molnár Albert vendégelte meg. II. Mátyás 1614-ben Linzbe összehívott gyűlésére Magyarország részéről Lépest küldték. 1619-ben kalocsai érseki címet kap, július 22-től a győri püspöki javadalmakat is bírta. 1620-ban Bethlen Gábornál járt követségben járt, majd a fejedelem a császárral békét kötött. Tiltakozott a bécsi béke katolikus egyházat hátrányosan érintő rendelkezései ellen. A születő magyar barokk próza képviselője volt.

## Művei
- Imádságos könyv. Prága, 1615 (Egyetlen csonka példánya a budapesti egyetemi könyvtárban.)
- Az halando es iteletre menendoe tellyes emberi nemzetnek Fenyes Tükörö. Melliet ... minden üdvössege szomiuhozo hitü keresztyennek szeretetel aianll es dedical. Prága, 1616. Következik külön czímlappal: Masodik Keonyv Az itéletreol ... (2. kiadás. Eger, 1771. XVII. századi kézirata a m. n. múzeumban.)
- Pokoltol rettenteo es mennyei bodogsagra edesgeteo Tükör. Melyből világosan ki teczik, hogy az kik Jótt cselekszenek, az Eorök Eletre ménnek; az kik pedig gonoszt, az Eorökké való Tűzre vettétnek. Prága, 1617. Masodik keönyv az Menyországrol. (2. kiadás. Eger, 1771)

Két utóbbi művében Lépes az úgynevezett négy utolsó dologról (halál, utolsó ítélet, menny, pokol) elmélkedik. Műve tulajdonképpen Gabriele d'Inchino olasz szerzetes hasonló témakörű, Antonius Dulcken által latinra fordított könyvének magyarított változata. A két mű anyagát tulajdonképpen prédikációnak szánta – valószínűleg egyes részleteit el is mondta –, a művek egésze mégis inkább elmélkedésre késztető olvasmány. Lépes hosszú láncban vonultatja fel a bibliai és antik történeteket, idézeteket, filozófusok- és egyházi szerzők elmélkedéseit, hogy a felfokozott képzelet erejével kényszerítsék az olvasót az evilági élet értéktelen hitványságának, az üdvösségkeresés szükséges voltának elismerésére. 
Fontosnak tartotta a Loyolai Szent Ignác által megkövetelt beleélést, a tipikusan barokk elragadtatás (eksztázis) felidézését az olvasóban. Ennek szolgálatába állította minden retorikai és stilisztikai eszközét: a drámai előadásmódot, a képzuhatagokat, a folytonos halmozást, a minden ízükben kidolgozott, erősen vizuális hasonlatokat, a meglepő szóképeket, metaforákat. Annak a bizonyítására, hogy mindenki meghal, Lépes szükségesnek tartja V. Pálig († 1621) valamennyi – 236! – pápa név szerinti felsorolását, de nem feledkezik császárok, magyar királyok, antik filozófusok, híres tudósok, és hadvezérek sorozatának közlésétől sem. Jellemző, hogy a pokolnak egyik, Szent Ágostontól átültetett leírásában az „Ott... lészen” mondatnak 34 alanya van. Lépes szeretettel részletezi – akár egy oldalas terjedelemben – hasonlatait, mondanivalóját felkiáltásokkal, szónoki kérdésekkel („Hol vagyon az első pápa? ... Hol az erős Cyrus? ... Hol amaz nagy sok csudatevő Moyses?”), sűrű – de mindig alaposan megmagyarázott – latin idézetekkel, szójátékokkal, gazdag zeneiségű körmondatokkal színesíteni.